# Renault Celtaquatre
La Celtaquatre era un'autovettura di classe media, prodotta tra il 1934 e il 1938 dalla casa automobilistica francese Renault.

## Storia

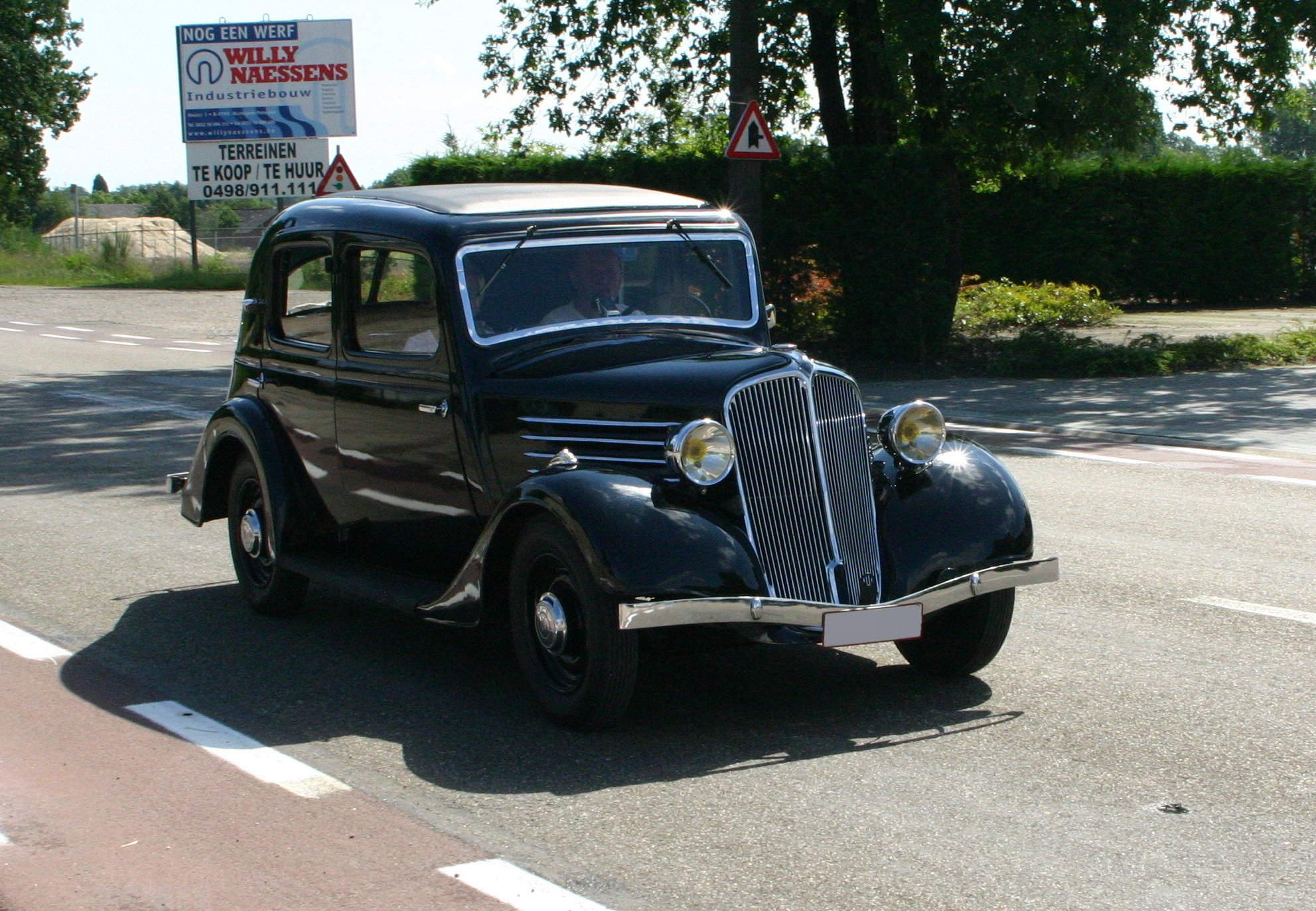
Renault Celtaquatre ZR2

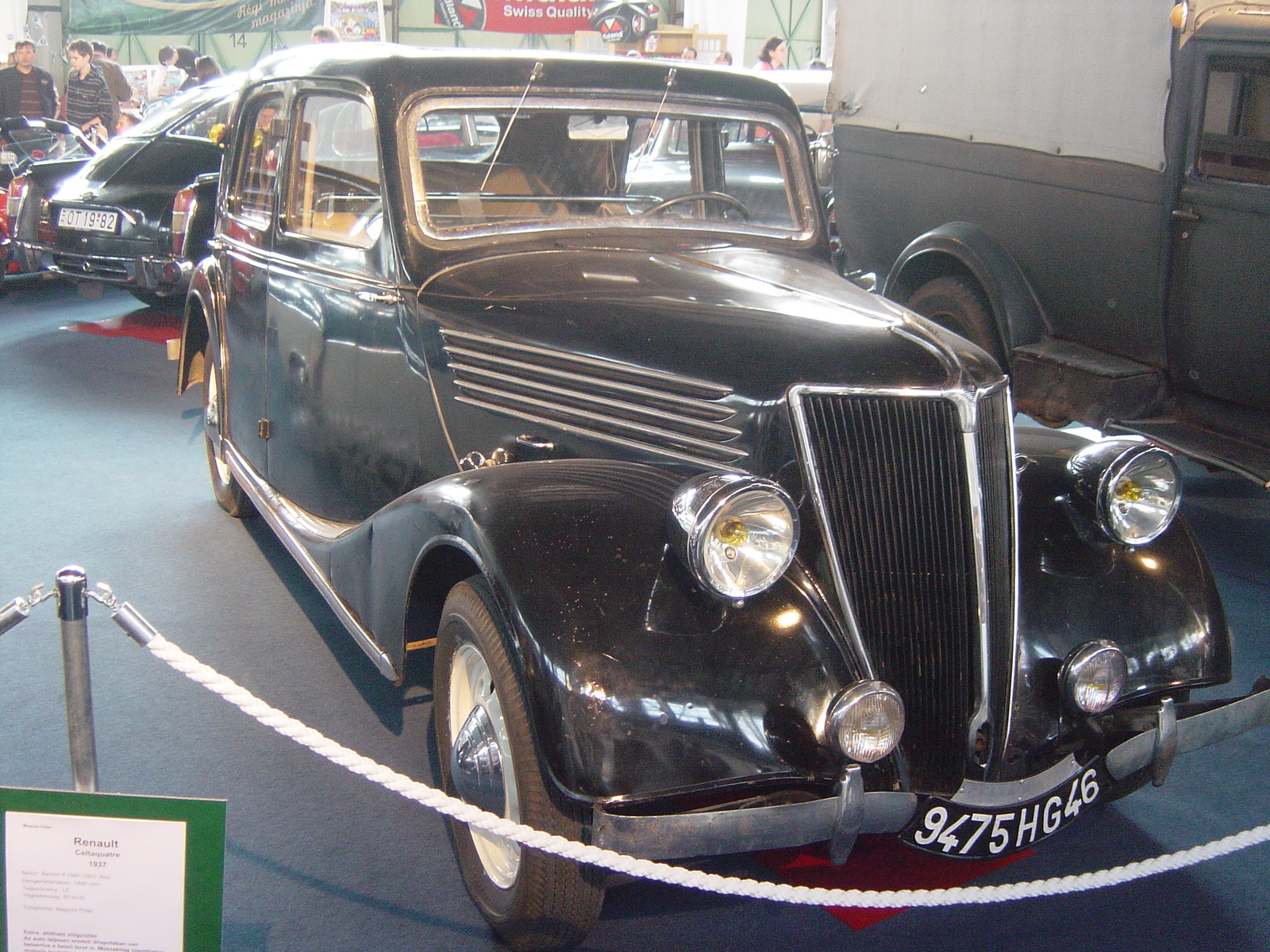
Renault Celtaquatre ADC2

La Celtaquatre nacque per prendere il posto della Monaquatre e lo fece in modo ardito. La Celtaquatre fu infatti la prima Renault a proporre una carrozzeria con linee votate all'aerodinamica. Il corpo vettura era infatti piuttosto sinuoso e tondeggiante. Una delle principali concorrenti che la Celtaquatre dovette affrontare fu infatti la Citroën Traction Avant 7B, che divenne subito famosa per le sue forme aerodinamiche. Come la popolare Citroën, la Celtaquatre era proposta con un motore da 1.5 litri. Caratteristica delle Celtaquatre fu quella di essere disponibili con verniciatura bicolore di serie, mentre la verniciatura in tinta unita si poteva avere solo a richiesta e a pagamento. La prima serie della Celtaquatre portava la sigla di progetto ZR1 e fu prodotta fino alla fine del 1934. A partire dal 1935 fu introdotta la Celtaquatre ZR2, praticamente identica alla ZR1, eccezion fatta per i due lati del cofano motore, impreziositi da una serie di listelli cromati longitudinali per parte. Nel 1936, nacque una nuova serie di Celtaquatre: utilizzando un telaio a passo maggiorato di 26 cm, ecco arrivare la serie ADC1, con la nascita della quale videro la luce anche le versioni coupé e cabriolet. La nuova serie proponeva anche un corpo vettura più lungo, passando da 3.8 a 4.2 m di lunghezza. Nel 1937 fu adottata una nuova calandra dallo stile americaneggiante. Nello stesso anno fu proposta una nuova versione della Celtaquatre, denominata Celtastandard, una versione semplificata e di dimensioni più ridotte, fermo restando il telaio della ADC1. Già nel 1938 la Celtastandard fu tolta di produzione, mentre sulla Celtaquatre furono adottati nuovi paraurti di nuovo disegno. Il 1938 fu anche l'anno in cui fu tolta di produzione la versione coupé. La Celtaquatre fu definitivamente tolta di produzione l'anno seguente. Il suo testimone fu raccolto, sia pure per breve tempo, dalla Novaquatre nella versione con motore da 1.5 litri. La Celtaquatre poté vantare anche qualche soddisfazione in campo sportivo, vincendo alcuni rally (Germania, Egitto e Francia) e stabilendo un record sul circuito di Montlhéry, correndo a 111 km/h di media.

## Meccanica
Se il corpo vettura della Celtaquatre era decisamente moderno e accattivante, la meccanica era invece di tipo più tradizionale, montando un motore a 4 cilindri da 1465 cm³ in grado di erogare 30 CV di potenza massima. Tale motore era caratterizzato dal fatto di girare piuttosto lento, come i vecchi motori che equipaggiavano diverse vetture Renault prodotte fino a quel momento. Ciò consentiva un abbassamento dei consumi, grazie anche all'aerodinamica del corpo vettura e un miglioramento nelle prestazioni, specie per quanto riguarda la coppia motrice. La distribuzione era a valvole laterali. Il cambio era a tre marce, mentre per quanto riguarda l'impianto frenante, la Celtaquatre si avvaleva di freni a tamburo sulle quattro ruote.